# Obibuulbuul
De obibuulbuul (Hypsipetes lucasi) is een zangvogel uit de familie Pycnonotidae (buulbuuls). Deze vogel is genoemd naar zijn ontdekker, de Belgische verzamelaar W. Lucas (?-1909).

## Kenmerken
De vogel is 23 tot 24 cm lang. De soort behoort tot een soortencomplex waartoe H. affinis, H. platenae, H. aureus, H. harterti, H. longirostris, H. chloris en H. lucasi behoren. Dit zijn van boven olijfgroen gekleurde buulbuuls met een gele borst en buik.

## Verspreiding en leefgebied
De obibuulbuul komt voor op Obi (Molukken).

## Status
De grootte van de populatie is niet gekwantificeerd maar de soort wordt omschreven als algemeen. Op de Rode lijst van de IUCN heeft deze soort de status niet bedreigd.